# AAPT Championships 2001 - Qualificazioni singolare
Le qualificazioni del singolare  dell'AAPT Championships 2001 sono state un torneo di tennis preliminare per accedere alla fase finale della manifestazione. I vincitori dell'ultimo turno sono entrati di diritto nel tabellone principale. In caso di ritiro di uno o più giocatori aventi diritto a questi sono subentrati i lucky loser, ossia i giocatori che hanno perso nell'ultimo turno ma che avevano una classifica più alta rispetto agli altri partecipanti che avevano comunque perso nel turno finale.
Le qualificazioni del torneo AAPT Championships 2001 prevedevano 32 partecipanti di cui 4 sono entrati nel tabellone principale.

## Teste di serie
1. Assente
2. Xavier Malisse (Qualificato)
3. Cristiano Caratti (secondo turno)
4. Bob Bryan (secondo turno)

1. Michaël Llodra (secondo turno)
2. Stefano Tarallo (primo turno)
3. Werner Eschauer (secondo turno)
4. Julián Alonso (primo turno)

## Qualificati
1. Björn Phau
2. Xavier Malisse

1. Alun Jones
2. Michael Kohlmann

## Tabellone

### Legenda
| - Q = Qualificato - WC = Wild card - LL = Lucky loser | - ALT = Alternate - SE = Special Exempt - PR = Protected Ranking | - w/o = Walkover - r = Ritirato - d = Squalificato |

### Sezione 1
|  | Primo turno         | Primo turno         | Primo turno         | Primo turno | Primo turno |  |  | Secondo turno       | Secondo turno       | Secondo turno       | Secondo turno | Secondo turno |   |   | Ultimo turno        | Ultimo turno        | Ultimo turno        | Ultimo turno | Ultimo turno |  |
|  |                     |                     |                     |             |             |  |  |                     |                     |                     |               |               |   |   |                     |                     |                     |              |              |  |
|  | Jean-Michel Péquery | Jean-Michel Péquery | Jean-Michel Péquery | 6           | 6           |  |  |                     |                     |                     |               |               |   |   |                     |                     |                     |              |              |  |
|  | Nicolas Mahut       | Nicolas Mahut       | Nicolas Mahut       | 3           | 2           |  |  | Jean-Michel Péquery | Jean-Michel Péquery | Jean-Michel Péquery | 6             | 6             |   |   |                     |                     |                     |              |              |  |
|  | Éric Prodon         | Éric Prodon         | 64                  | 7           | 6           |  |  | Éric Prodon         | Éric Prodon         | Éric Prodon         | 3             | 2             |   |   |                     |                     |                     |              |              |  |
|  | Josh Tuckfield      | Josh Tuckfield      | 7                   | 65          | 3           |  |  |                     |                     |                     |               |               |   |   | Jean-Michel Péquery | Jean-Michel Péquery | Jean-Michel Péquery | 4            | 4            |  |
|  | Björn Phau          | Björn Phau          | Björn Phau          | 7           | 6           |  |  |                     |                     | Björn Phau          | Björn Phau    | Björn Phau    | 6 | 6 |                     |                     |                     |              |              |  |
|  | Michael Hill        | Michael Hill        | Michael Hill        | 65          | 4           |  |  |                     | Björn Phau          | Björn Phau          | 6             | 6             |   |   |                     |                     |                     |              |              |  |
|  | 5                   | Michaël Llodra      | Michaël Llodra      | 6           | 6           |  |  | 5                   | Michaël Llodra      | Michaël Llodra      | 3             | 2             |   |   |                     |                     |                     |              |              |  |
|  |                     | Solon Peppas        | Solon Peppas        | 4           | 1           |  |  |                     |                     |                     |               |               |   |   |                     |                     |                     |              |              |  |

### Sezione 2
|  | Primo turno       | Primo turno        | Primo turno        | Primo turno | Primo turno |  |  | Secondo turno | Secondo turno   | Secondo turno   | Secondo turno | Secondo turno |   |   | Ultimo turno | Ultimo turno   | Ultimo turno   | Ultimo turno | Ultimo turno |  |
|  |                   |                    |                    |             |             |  |  |               |                 |                 |               |               |   |   |              |                |                |              |              |  |
|  | 2                 | Xavier Malisse     | Xavier Malisse     | 6           | 6           |  |  |               |                 |                 |               |               |   |   |              |                |                |              |              |  |
|  |                   | Jakub Herm-Zahlava | Jakub Herm-Zahlava | 1           | 4           |  |  | 2             | Xavier Malisse  | Xavier Malisse  | 6             | 6             |   |   |              |                |                |              |              |  |
|  | Guillermo Cañas   | Guillermo Cañas    | Guillermo Cañas    | 6           | 6           |  |  |               | Guillermo Cañas | Guillermo Cañas | 3             | 2             |   |   |              |                |                |              |              |  |
|  | Dmitri Vlasov     | Dmitri Vlasov      | Dmitri Vlasov      | 2           | 2           |  |  |               |                 |                 |               |               |   |   | 2            | Xavier Malisse | Xavier Malisse | 6            | 6            |  |
|  | Scott Draper      | Scott Draper       | Scott Draper       | 6           | 6           |  |  |               |                 |                 | Scott Draper  | Scott Draper  | 3 | 3 |              |                |                |              |              |  |
|  | Jean-René Lisnard | Jean-René Lisnard  | Jean-René Lisnard  | 1           | 4           |  |  |               | Scott Draper    | Scott Draper    | 6             | 6             |   |   |              |                |                |              |              |  |
|  | 7                 | Werner Eschauer    | Werner Eschauer    | 6           | 6           |  |  | 7             | Werner Eschauer | Werner Eschauer | 4             | 3             |   |   |              |                |                |              |              |  |
|  |                   | Mark Nielsen       | Mark Nielsen       | 4           | 2           |  |  |               |                 |                 |               |               |   |   |              |                |                |              |              |  |

### Sezione 3
|  | Primo turno     | Primo turno       | Primo turno       | Primo turno | Primo turno |  |  | Secondo turno   | Secondo turno     | Secondo turno     | Secondo turno | Secondo turno |   |   | Ultimo turno    | Ultimo turno    | Ultimo turno    | Ultimo turno | Ultimo turno |  |
|  |                 |                   |                   |             |             |  |  |                 |                   |                   |               |               |   |   |                 |                 |                 |              |              |  |
|  | 3               | Cristiano Caratti | Cristiano Caratti | 6           | 6           |  |  |                 |                   |                   |               |               |   |   |                 |                 |                 |              |              |  |
|  |                 | Emin Ağayev       | Emin Ağayev       | 4           | 1           |  |  | 3               | Cristiano Caratti | Cristiano Caratti | 3             | 4             |   |   |                 |                 |                 |              |              |  |
|  | Paul Baccanello | Paul Baccanello   | 6(1)              | 6           | 6           |  |  |                 | Paul Baccanello   | Paul Baccanello   | 6             | 6             |   |   |                 |                 |                 |              |              |  |
|  | Clemens Trimmel | Clemens Trimmel   | 7                 | 2           | 4           |  |  |                 |                   |                   |               |               |   |   | Paul Baccanello | Paul Baccanello | Paul Baccanello | 3            | 4            |  |
|  | Alun Jones      | Alun Jones        | Alun Jones        | 7           | 6           |  |  |                 |                   | Alun Jones        | Alun Jones    | Alun Jones    | 6 | 6 |                 |                 |                 |              |              |  |
|  | Jamie Delgado   | Jamie Delgado     | Jamie Delgado     | 5           | 2           |  |  | Alun Jones      | Alun Jones        | 5                 | 7             | 6             |   |   |                 |                 |                 |              |              |  |
|  |                 | Marcos Ondruska   | Marcos Ondruska   | 7           | 7           |  |  | Marcos Ondruska | Marcos Ondruska   | 7                 | 5             | 4             |   |   |                 |                 |                 |              |              |  |
|  | 8               | Julián Alonso     | Julián Alonso     | 63          | 64          |  |  |                 |                   |                   |               |               |   |   |                 |                 |                 |              |              |  |

### Sezione 4
|  | Primo turno     | Primo turno      | Primo turno      | Primo turno | Primo turno |  |  | Secondo turno    | Secondo turno    | Secondo turno    | Secondo turno    | Secondo turno    |   |   | Ultimo turno   | Ultimo turno   | Ultimo turno   | Ultimo turno | Ultimo turno |  |
|  |                 |                  |                  |             |             |  |  |                  |                  |                  |                  |                  |   |   |                |                |                |              |              |  |
|  | 4               | Bob Bryan        | Bob Bryan        | 6           | 6           |  |  |                  |                  |                  |                  |                  |   |   |                |                |                |              |              |  |
|  |                 | Mike Bryan       | Mike Bryan       | 3           | 4           |  |  | 4                | Bob Bryan        | Bob Bryan        | 4                | 2                |   |   |                |                |                |              |              |  |
|  | Dejan Petrović  | Dejan Petrović   | Dejan Petrović   | 6           | 6           |  |  |                  | Dejan Petrović   | Dejan Petrović   | 6                | 6                |   |   |                |                |                |              |              |  |
|  | James Sekulov   | James Sekulov    | James Sekulov    | 3           | 1           |  |  |                  |                  |                  |                  |                  |   |   | Dejan Petrović | Dejan Petrović | Dejan Petrović | 1            | 5            |  |
|  | Denis Golovanov | Denis Golovanov  | Denis Golovanov  | 6           | 6           |  |  |                  |                  | Michael Kohlmann | Michael Kohlmann | Michael Kohlmann | 6 | 7 |                |                |                |              |              |  |
|  | Scott Barron    | Scott Barron     | Scott Barron     | 3           | 2           |  |  | Denis Golovanov  | Denis Golovanov  | Denis Golovanov  | 5                | 0                |   |   |                |                |                |              |              |  |
|  |                 | Michael Kohlmann | Michael Kohlmann | 6           | 6           |  |  | Michael Kohlmann | Michael Kohlmann | Michael Kohlmann | 7                | 6                |   |   |                |                |                |              |              |  |
|  | 6               | Stefano Tarallo  | Stefano Tarallo  | 4           | 2           |  |  |                  |                  |                  |                  |                  |   |   |                |                |                |              |              |  |